# Alamanda de Castelnau
Alamanda de Castelnau (... – 1223) è stata una trobairitz il cui solo lavoro sopravvissuto è una tenzone con Giraut de Bornelh chiamata S'ie.us qier conseill, bella amia Alamanda.
In passato di solito era considerata un personaggio fittizio e la "tenso" un'opera scritta da Giraut. Tuttavia, una Alamanda viene menzionata da tre altri trovatori, tra cui la trobairitz Lombarda, facendo supporre che lei fosse probabilmente reale e abbastanza importante nei circoli poetici occitani. 
La trobairitz probabilmente corrisponde all'Alamanda de Castelnau o Castelnou, nata intorno al 1160. Attiva come poetessa solo per breve tempo,  mentre trascorre la sua giovinezza alla corte di Raimondo V di Tolosa. Da qui poi se ne andrà per sposare Guilhem de Castelnou e successivamente diventerà una canonichessa di Saint-Étienne a Tolosa. Muore nel 1223.